# جوري كانارسا
جوري كانارسا (بالإيطالية: Juriy Cannarsa)‏ (22 أبريل 1976 بتورينو في إيطاليا - ) هو لاعب كرة قدم إيطالي في مركز الدفاع. لعب مع نادي بيسكارا ونادي ريجينا ونادي ساليرنيتانا ونادي فروسينوني ونادي ليفورنو ونادي سافونا ‏ وFermana FC ‏ وUS Forcoli Calcio 1921 ASD ‏ ونادي أريتسو وGSD Rosignano Sei Rose ‏ وAC Rodengo Saiano ‏.